# Фламбруцо (Удине)
Фламбруцо је насеље у Италији у округу Удине, региону Фурланија-Јулијска крајина.
Према процени из 2011. у насељу је живело 275 становника. Насеље се налази на надморској висини од 13 м.